# Diamond City (Arkansas)
Diamond City és una població dels Estats Units a l'estat d'Arkansas. Segons el cens del 2000 tenia 730 habitants.

## Demografia
Segons el cens del 2000, Diamond City tenia 730 habitants, 346 habitatges, i 235 famílies. La densitat de població era de 105,2 habitants/km².
Dels 346 habitatges en un 13,9% hi vivien nens de menys de 18 anys, en un 63,3% hi vivien parelles casades, en un 3,8% dones solteres, i en un 31,8% no eren unitats familiars. En el 28,9% dels habitatges hi vivien persones soles el 17,1% de les quals corresponia a persones de 65 anys o més que vivien soles. El nombre mitjà de persones vivint en cada habitatge era de 2,11 i el nombre mitjà de persones que vivien en cada família era de 2,55.
Per edats la població es repartia de la següent manera: un 15,3% tenia menys de 18 anys, un 4% entre 18 i 24, un 19,2% entre 25 i 44, un 32,2% de 45 a 60 i un 29,3% 65 anys o més.
L'edat mediana era de 54 anys. Per cada 100 dones de 18 o més anys hi havia 100,6 homes.
La renda mediana per habitatge era de 23.704 $ i la renda mediana per família de 27.946 $. Els homes tenien una renda mediana de 24.659 $ mentre que les dones 17.708 $. La renda per capita de la població era de 13.968 $. Entorn del 16,2% de les famílies i el 18,8% de la població estaven per davall del llindar de pobresa.

## Poblacions més properes
El següent diagrama mostra les poblacions més properes.